# Song Kyung-taek
Song Kyung-taek (10 juli 1983) is een Zuid-Koreaans shorttracker.

## Carrière
Op het wereldkampioenschap shorttrack 2005 won Song de zilveren medaille met de Zuid-Koreaanse aflossingsploeg. Op het wereldkampioenschap van 2007 won Song met de aflossingsploeg goud, zelf won hij de 3000 meter superfinale die niet als individuele wereldtitel geldt en greep op de 500 meter en het eindklassement net naast de medailles (twee keer vierde).
Songs meest succesvolle toernooi was het wereldkampioenschap shorttrack 2008 in Gangneung, waar hij vijf medailles won. Tweemaal goud, op de 1500 meter en met de aflossing, en driemaal brons, op de 500 meter, de 1000 meter en in het eindklassement.